# Miguel Colmeiro y Penido
Miguel Colmeiro y Penido (Santiago de Compostel·la, 22 d'octubre de 1816 – Madrid, 21 de juny de 1901) va ser un botànic gallec, membre de la Reial Acadèmia de Ciències Exactes, Físiques i Naturals.
Es va doctorar en medicina a la Universitat de Madrid en 1842. Començà la seva tasca professional al Reial Jardí Botànic de Madrid quan va prendre possessió de la càtedra de botànica i arquitectura a l'Institut Balmes de la Junta de Comerç de Barcelona, on hi va romandre fins al 1847. Després fou professor d'Història Natural de la Universitat de Sevilla de 1847 a 1857, on hi organitzà un Jardí Botànic i hi va introduir noves espècies. Durant la seva estada a Sevilla col·laborà amb Esteban Boutelou en l'elaboració d'una memòria sobre el gènere Quercus.
Posteriorment, i després d'una etapa d'agres acusacions i enfrontaments amb Marià de la Pau Graells i de l'Agüera, director del Museu de Ciències Naturals de Madrid, Colmeiro fou nomenat Director del Reial Jardí Botànic de Madrid, càrrec que va detenir des de 1857 a 1900, augmentant fonamentalment la col·lecció de plantes i reestructurant el parc zoològic.
Va ser rector de la Universitat Central de Madrid de 1890 a 1894, Degà de la Facultat de Ciències i catedràtic de fitografia i de geografia botànica. Va ser membre de nombre de la Reial Acadèmia Espanyola des de 1893 i de la Reial Acadèmia de Ciències des de 1860. Fou autor de múltiples i valuoses obres de botànica, així com soci fundador i primer president de la Reial Societat Espanyola d'Història Natural (1871-1872).
Va morir a Madrid el 21 de gener de 1901.

## Honors
Diverses tàxons han rebut el seu nom com a epònim :
- (Asteraceae) Cirsium colmeiroanum Germà Sennen[5]
- (Asteraceae) Hieracium colmeiroanum Arv.-Touv. & Gaut.[6]
- (Malvaceae) Malva colmeiroi Willk.[7]
- (Oleaceae) Phillyrea × colmeiroana Sennen[8]
- (Rhamnaceae) Rhamnus × colmeiroi D.Rivera, Obón & Selma[9]

## Obres
- Examen de las encinas y demás árboles de la Península que producen bellotas, con la designación de los que se llaman mestos, 1854 (amb Esteban Boutelou).
- La botánica y los botánicos de la península hispano-lusitana: Estudios bibliográficos y biográficos, 1858.
- Enumeración y revisión de las plantas de la Península Hispano-Lusitana é islas Baleares, 1886-89.